# East Troy (miasto)
East Troy – miasto w Stanach Zjednoczonych, w stanie Wisconsin, w hrabstwie Walworth.